# Näsums församling
Näsums församling är en församling i Villands och Gärds kontrakt i Lunds stift. Församlingen ligger i Bromölla kommun i Skåne län och ingår i Bromölla pastorat.

## Administrativ historik
Församlingen har medeltida ursprung. 
Församlingen var till 1864 i pastorat med Jämshögs församling, tidigt som moderförsamling, därefter som annexförsamling. Församlingen utgjorde sedan från 1864 till 2014 ett eget pastorat.  Från 2014 ingår församlingen i Bromölla pastorat.

## Befolkningsutveckling
| Befolkningsutveckling i socken/församling                                                                                                | Befolkningsutveckling i socken/församling | Befolkningsutveckling i socken/församling | Befolkningsutveckling i socken/församling | Befolkningsutveckling i socken/församling |
| --- | ----------------------------------------- | ----------------------------------------- | ----------------------------------------- | ----------------------------------------- |
| |                                           |                                           |                                           |                                           |
| År |                                           |                                           | Invånare                                  |                                           |
| 1880 | 1880                                      |                                           | 2 855                                     | 2 855                                     |
| 1890 | 1890                                      |                                           | 2 696                                     | 2 696                                     |
| 1900 | 1900                                      |                                           | 2 470                                     | 2 470                                     |
| 1910 | 1910                                      |                                           | 2 384                                     | 2 384                                     |
| 1970 | 1970                                      |                                           | 1 906                                     | 1 906                                     |
| 1980 | 1980                                      |                                           | 2 098                                     | 2 098                                     |
| 1990 | 1990                                      |                                           | 2 165                                     | 2 165                                     |
| * Källa: "Sveriges Befolkning" för respektive årtionde. Informationen gäller för den 31 december respektive år, alltså årsskiftet efter. |                                           |                                           |                                           |                                           |

## Kyrkor
- Näsums kyrka